# Leon Amar

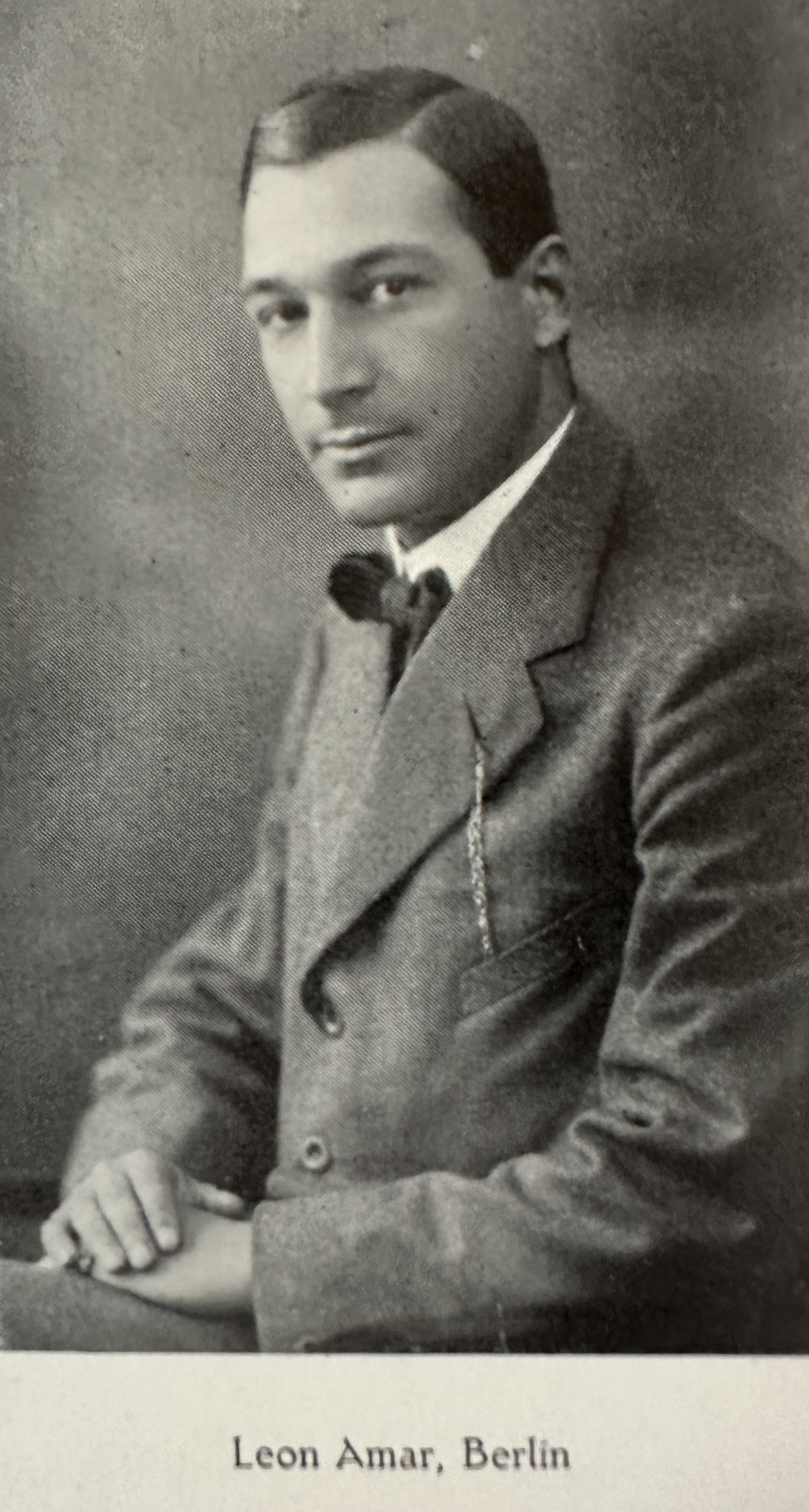

Leon Lico David Juda Samuel Amar (auch: Leon Lico Amar und Leon Amar; geboren 8. Jänner 1887 in Wien; gestorben nach 1963) war ein türkisch-österreichischer Maler, Gebrauchsgraphiker, Plakatkünstler und Designer.

## Leben
Der 1887 in Österreich geborene Leon Lico Amar studierte an seinem Geburtsort Wien nach Absolvierung der Höheren Graphischen Bundes-Lehr- und Versuchsanstalt an der seinerzeitigen Kunstgewerbeschule unter anderem bei Kolo Moser. Nach seinem Studium wurde er als reisender Porträtmaler auf dem Balkan tätig und porträtierte insbesondere in Rumänien reiche Bojaren. Die Einkünfte aus dieser Tätigkeit ermöglichten Amar eine lange Wanderschaft mit „Taschen voller Geld.“
Ab 1910 wirkte Amar in Berlin, wo er als Gebrauchsgraphiker hauptsächlich die Entwürfe für Anzeigen und Werbemarken gestaltete. Es war laut einem zeitgenössischen Kritiker „der liebenswürdige spielerische, unterhaltende Ton“ von Amars Zeichnungen, der ihm zu seinem ersten größeren Auftrag in der Reichshauptstadt verhalf: Für den Direktor des Berliner Kaiser-Kellers schuf der Grafiker einer Reihe von Anzeigen zum Schlagwort „Nach dem Theater in den Kaiserkeller.“ Mit zum Teil täglich wechselnden Ausschnitten aus den Spielplänen verschiedener Berliner Theater – und nicht zuletzt mit einer Zeichnung unter dem Titel „Nach dem Parsival – Kaiserkeller“ – machte der Künstler das gewünschte zahlungskräftige „elegante Publikum“ nicht zuletzt auch auf sich aufmerksam.
1913 entwarf Amar eine Reklamemarke für das von Paul Ruben herausgegebene Werk Die Reklame. Ihre Kunst und Wissenschaft. Die Marke mit zwei liegenden Büchern und einer Schreibfeder, darüber das Brustbild des Merkur, wurde von der in Berlin ansässigen Druckerei Selmar Bayer hergestellt – und erschien bereits im März des Folgejahres als Plagiat in einer Anzeige in den USA.
Die Gestaltung von Reklamemarken war beinahe ein Steckenpferd für Amar. So gewann er den ersten Preis eines 1914 von der in London erscheinenden Zeitung The Evening News international ausgeschriebenen Wettbewerbs. Die Marke, die die hochgezogene Tower Bridge mit einem zeitungslesenden und über die beiden Türme hinausragenden Engländer zeigte, wurde wiederum von einer „Londoner Operettenschönheit“ zu einem Kostüm verarbeitet, das wiederum auf zahlreichen britischen Illustrierten abgebildet wurde.

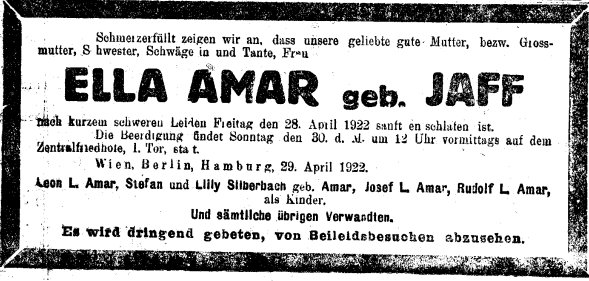
Todesanzeige der Kinder für die am 28. April 1922 in Wien verstorbene Mutter Ella Amar, geborene Jaff, bestattet auf dem Wiener Zentralfriedhof

Andere Werke Amars wurden teilweise über L. M. Barschall, die Berliner Reklamemarken Zentrale, die Kalenderfabrik Liebes & Teichtner, die Druckerei Selmar Bayer und den Reklameverlag Ernst Marx veröffentlicht.
Leon Amar wirkte als künstlerischer Berater der Berliner Plakatanschlagsgesellschaft Berek, für die er neben großformatigen Plakaten auch die anlässlich der Reichs-Reklame-Messe zu Berlin 1925 in der Fachzeitschrift Gebrauchsgraphik als Fotos gezeigten Berek-Säulen und die „neue Berliner Normaluhr“ der Berek als Werbeträger entwarf.
Amar vermied das Malerische und drückte sich insbesondere bei seinen Plakat-Entwürfen durch stark dekorative, graphische Konstruktionen aus, wie etwa zur Grünen Woche 1929 in Berlin. Als einer der „beweglichsten und vielseitigsten Gebrauchsgraphiker Berlins“ schuf er zudem kleingraphische Arbeiten wie Briefköpfe und Programmumschläge, denen der Herausgeber der Zeitschrift Gebrauchsgraphik, Hermann Karl Frenzel, ein „feines Gefühl für Schrift und Flächenaufteilung“ testierte.
Leon Lico Amars Schaffen in Berlin ist bis November 1929 nachgewiesen. Noch kurz nach Beginn der Weltwirtschaftskrise bewohnte er in Berlin  W 30 die Bamberger Straße 27.
1930 verließ Amar Deutschland und emigrierte nach Argentinien, wo er in Buenos Aires als freiberuflicher Grafiker in der Werbebranche arbeitete. 1964 ist er als im Palacio Barolo (Avenida de Mayo 1370) ansässiger Grafiker (dibujante) aufgelistet.

## Künstlersignatur und Auftraggeber
Unter der Künstlersignatur AMAR finden sich beispielsweise Werke für die Paul Rosenberg Metallwarenfabrik, RLB, das Schuhhaus Neustadt, das Kaufhaus Gebr. Leyser, die Deutsche Hut Compagnie, die Berliner Paketfahrt Gesellschaft Starke & Co., M. Koppel Hoflieferant, die Kalenderfabrik Liebes & Teichtner, Paul Ruben sowie den Reklameverlag Ernst Marx.

## Archivalien und Exponate im öffentlichen Besitz
An Archivalien und Ausstellungs-Objekte von und über Leon Lico Amar finden sich beispielsweise 158 Reklamemarken (Stand: Januar 2019) von Amar aus der Zeit von 1910 bis 1926 im Jüdischen Museum Berlin, Sammlungsbereich „Archiv“, Gattung „Druckerzeugnisse“, Inventar-Nummer 2015/538/0/1-160.